# Aïn Berda
Pour les articles homonymes, voir Berda.
Aïn Berda, anciennement Penthièvre, est une commune de la wilaya d'Annaba en Algérie.

## Géographie
La commune d'Aïn Berda est située au sud-est de la wilaya d'Annaba à 38 km au sud-ouest d'Annaba. Elle est traversée du sud au nord par la nationale 21 à l'ouest de la limite de la ville originelle. La sortie No 5 de l'Autoroute Est-Ouest est dans la commune, et fait jonction avec la Pénétrante de Guelma.
|                | El Hadjar                   | Chebaita Mokhtar (Wilaya d'El Tarf) |
| Cheurfa, Eulma | Aïn Berda                   | Dréan (Wilaya d'El Tarf)            |
|                | Nechmaya (wilaya de Guelma) | Aïn Ben Beida (wilaya de Guelma)    |

## Histoire
Son nom était Penthièvre, à l'époque française. Le site est choisi par l'armée française en 1837, lors de la seconde expédition de Constantine (commandée par Damrémont), à la confluence de l'oued Berda au sud et de l'oued Dardara au sud-ouest, pour surveiller les vallées voisines. Le village est fondé par ordonnance royale du 26 septembre 1847, signée à Saint-Cloud de Louis-Philippe, sur proposition du ministre secrétaire d'État au département de la Guerre. L'article 2 indique une surface de 1 400 hectares. 
Le centre de peuplement comprend au début soixante familles européennes. Le plan du village même, établi dans les années 1850, forme un trapèze rectangulaire traversé sur un axe sud-ouest/nord-est par la toute nouvelle route de Guelma à  Bône (future route départementale), coupée au milieu tout en largeur par une longue place d'est en ouest ombragée d'arbres (sur laquelle donnait l'église et derrière le siège de la gendarmerie). À la limite est de la place, se trouvent un grand lavoir et une fontaine, le tout en bas de la pente. Une rue est parallèle à la place du côté nord et une autre du côté sud. Enfin une longue rue, au-dessous, est parallèle à la grande route traversant le village. Les quatre  côtés du village sont formés d'un fossé avec quatre petits bastions aux angles, disparus aujourd'hui. 
L'oued Berda coule à l'est  en dehors de la limite du fossé, sur un cours sud/nord. On y recensait en 1861 une population de 211 colons français et de 216 étrangers, essentiellement rhénans, et 300 musulmans venus des mechtas voisines dans ce nouveau village.
À cause de l'urbanisation croissante, il n'y avait plus que sept grandes exploitations agricoles à la veille de la Seconde Guerre mondiale, celles de la famille Benmarzouga, de la famille Ben Yacoub, de la famille Bou Taleb, de la famille Gros, de la famille Landerer, d'Édouard III Mayer, et de la veuve Jean Mayer.

## Éducation
La commune dispose d'un lycée. Ainsi que de trois collèges.

## Personnalités liées à la commune
- Amar Laskri (1942-), metteur en scène, y a vu le jour.